# Automatizace knihovny
Automatizace knihoven je proces, při kterém je využito možností a prostředků moderních komunikačních technologií, za účelem zkvalitnění, zefektivnění, zrychlení a zjednodušení základních knihovnických procesů, jako je například akvizice, katalogizace, či samotný výpůjční proces. To s sebou přináší velkou úsporu času, který mohou knihovníci věnovat, jak dalšímu sebevzdělání, tak i k větší komunikaci se čtenáři, čímž napomáhají k zlepšení atmosféry a atraktivity knihovny. Automatizace knihovny ve velké míře rozšiřuje její informační potenciál a také nabídku jejích služeb, jakou jsou například meziknihovní výpůjčky atd. Automatizace knihovny zároveň napomáhá k jejímu efektivnějšímu řízení, díky statistickým údajům, ke kterým by knihovna bez svojí automatizace neměla přístup.

## Historie automatizace knihoven
Začátek procesu automatizace knihoven ve světě se datuje zhruba od šedesátých let dvacátého století, kdy dochází k velkému rozmachu informačně-komunikačních technologií. Je ovšem nutné podotknout, že automatizace knihoven probíhala jinak v západních zemích a jinak v těch východních, kam spadala i naše republika. Obecně platí, že automatizace knihoven začala mnohem dříve v západních zemích, kde se vývoji informačně-komunikačních technologií nekladly meze a kde vzájemná spolupráce byla brána jako výhoda. Oproti tomu východní země, zvláště pak ty pod vlivem socializmu, s automatizací knihoven zaostávaly. Jednou z příčin této zaostalosti zemí bývalého socialistického bloku, byla čtyřicetiletá izolace vůči vědecko-technickým poznatkům západního světa. Kromě rozdílu v technickém pokroku v automatizaci knihoven, sehrála svoji roli i míra vzájemné spolupráce, která byla také mnohem větší v zemích západního světa a tak umožnila i vzniku prvním knihovnicko-informačním sítím.

## Automatizace knihoven v České republice
Automatizace knihoven v České republice začala oproti světovému pokroku opožděně. Tehdejší Československo v dobách zavádění prvních automatizovaných systémů do knihoven patřilo do východního sovětského bloku, který se svým způsobem této činnosti bránil, nebo ji jinak omezoval. Samotná automatizace knihoven u nás začala až druhou etapou v 70. letech 20. století. A to hlavně zaváděním prvních sálových počítačů, magnetických pásek, nebo děrných štítků. Mimo jiné se pozvolna začalo s tvorbou, nebo spíše s přejímáním standardů Z39.50 a MARC do našich knihoven. Navíc se zde pozvolna na trhu začínají objevovat první komerční firmy věnující se této problematice. Dále pokračovala třetí etapou v 80. - 90. letech minulého století, což zahrnovalo zavádění již klasických stolních počítačů ve větší míře, než tomu bylo doposud. Začaly se využívat čárové kódy a jejich čtečky. Objevily se první lokální automatizované knihovnické systémy, které však nebyly nijak efektivní, jelikož byly vázány na jeden počítač. V této etapě automatizace knihoven u nás se objevily i první pokusy o sdílenou katalogizaci. Automatizaci knihoven v plné míře umožnila až její čtvrtá etapa, která v podstatě probíhá dodnes. V této zatím poslední fázi automatizace knihoven se zavádí již v plné míře stolní počítače do všech knihoven, většina z nich má k dispozici nové technické prostředky jako čtečky čárových kódů, dotykové obrazovky, self-check zařízení atd. Činnosti v knihovně jsou z velké míry mezi sebou propojené, což přináší efektivnější a jednodušší provoz knihovny. Jednou z posledních změn, kterou knihovny u nás absolvovaly v poslední fázi automatizace je rozvoj a budování centrálních služeb knihoven, jako jsou například meziknihovní výpůjční služby, sdílené elektronické informační zdroje apod.

## Fáze automatizace knihoven
Samotná automatizace knihoven lze podle J. Cejpka dělit do čtyř vývojových fází.

### První fáze
Během první fáze dochází k automatizaci nejen přístupových cest ke knihovnímu fondu, ale i výpůjčního procesu. Díky této fázi je samotný proces výpůjčky a vyhledávání mnohem rychlejší, efektivnější a jednodušší. Automatizace knihovny v první fázi se netýká pouze knihovního fondu, ale i samotné knihovny a jejího řízení, díky čemuž vznikají statistická data o činnosti knihovny, která mohou být užitečná v rozhodování o budoucnosti knihovny.

### Druhá fáze
Druhá fáze automatizace knihovny má za úkol zajištění přístupu k externím informačním databázím a zdrojům, čímž dochází k velkému rozšíření informačního potenciálu samotné knihovny.

### Třetí fáze
Třetí fáze automatizace knihovny se týká její digitalizace. Díky digitalizaci knihovních jednotek, jak textového, obrazového, či zvukového typu, se služby knihovny zase značně rozšiřují. Uživatelům knihovny je umožněno si jednotlivé dokumenty prohlížet v elektronické formě, čímž se usnadňuje jejich samotná výpůjčka, sdílení, revize, aktualizace apod. S digitalizací knihovního fondu vzniká velké množství statistických dat, které jak už bylo řečeno, mohou dopomoci k správnému a efektivnímu rozhodování o budoucnosti knihovny a jejího fondu.

### Čtvrtá fáze
Poslední čtvrtou fází automatizace knihovny je její propojení s Internetem. Tato fáze se dělí na dva stupně. V prvním stupni knihovna umožní uživatelům přístup na Internet, čímž se opět značně rozšíří její informační potenciál. S touto fází souvisí i jejich postupné zaškolení, jak a k čemu mohou uživatelé knihovny Internet využívat. Druhým stupněm propojení knihovny s Internetem je jeho zabudování do základních knihovnických procesů a služeb. S tímto stupněm se do velké míry rozšiřují i služby knihovny, jelikož většina z nich je k dispozici on-line. Uživatelé knihovny tak mohou díky Internetu využívat množství služeb z pohodlí svého domova, aniž by museli být fyzicky přítomni v knihovně. S využitím Internetu se pro knihovnu také otevírají nesčetné možnosti vzájemné spolupráce a komunikace s ostatními knihovnami jakou je například sdílená katalogizace apod.

## Automatizované knihovnické systémy
Automatizované knihovnické systémy jsou v dnešní době nezbytnou součástí každé větší i menší knihovny. Na trhu existuje celá řada těchto systémů a je jen na výběru knihovny, který si zvolí tak, aby jí vyhovoval. Díky této pestrosti v nabízených systémech nemůže dojít k monopolu jednoho dodavatele, kterému by se musela podřídit většina knihoven. Je tedy nutné při zavádění automatizovaných knihovnických systémů dobře zvážit jaký systém by byl pro knihovnu vhodný, tak aby efektivně splňoval většinu jejího očekávání od takového systému.

## Příklady automatizovaných knihovnických systémů
- LANius
- CLAVIUS
- KP-sys a KP-win
- Rapid Library
- SMARTLIB
- DAWINCI
- BIBIS
- GLIS
- ADVANCE
- OLIB 7
- PC-LIB
- ALEPH
- T-series (Tinlib)[1]